# 108 polských mučedníků

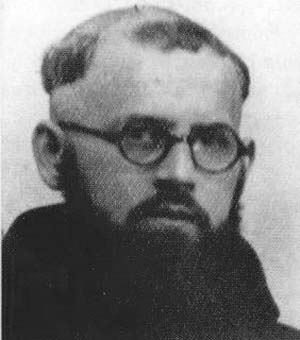
Bl. Fidelis Chojnacki, OFMCap.

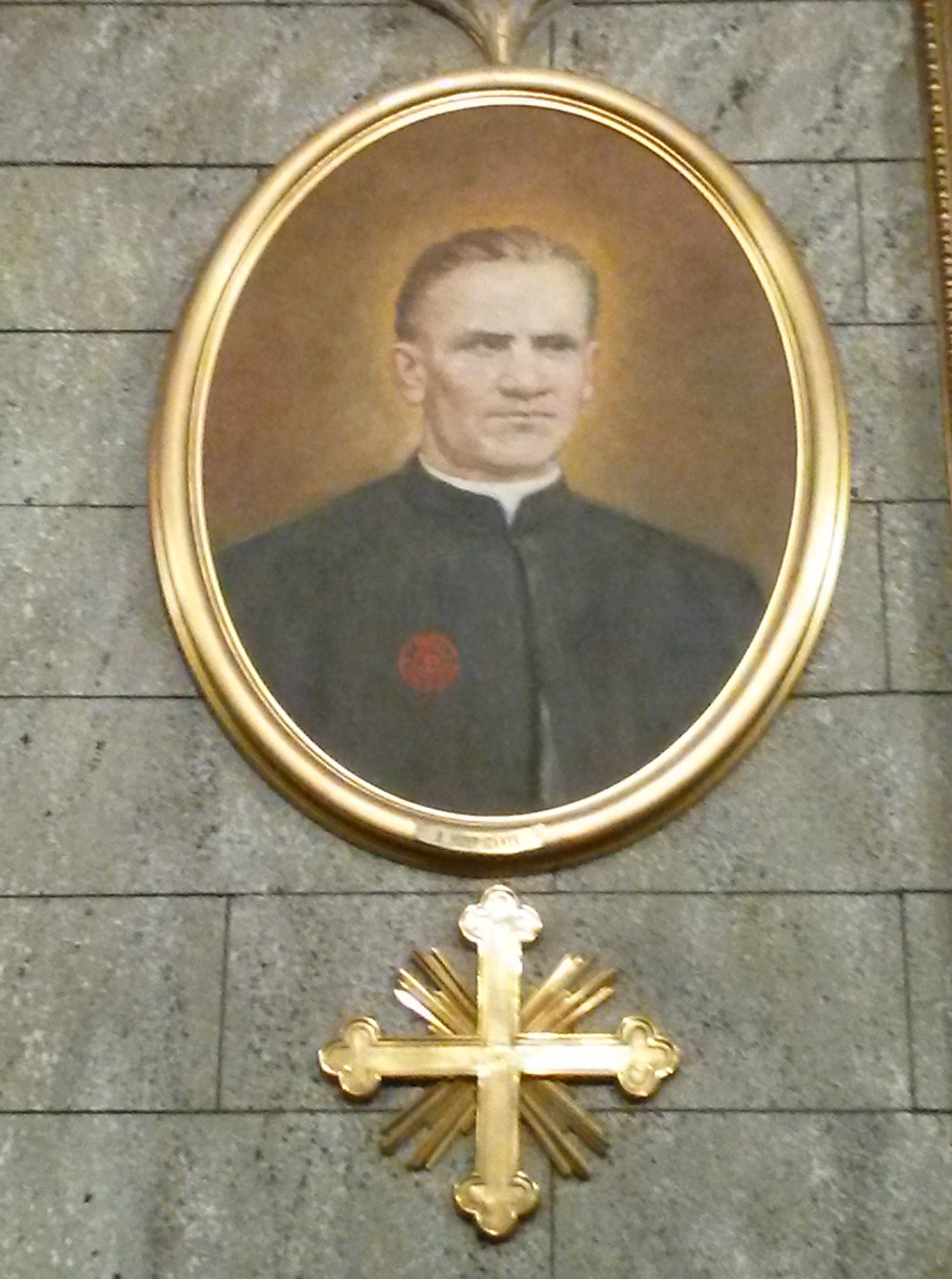
Bl. Józef Stanek, SAC

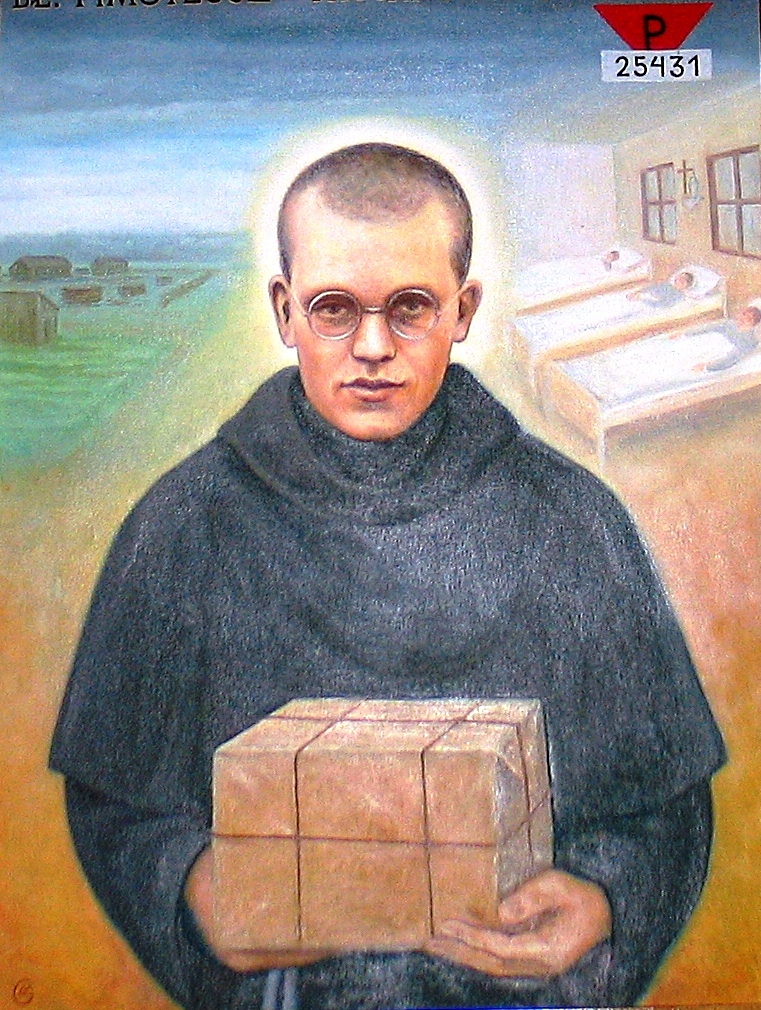
Bl. Stanisław Tymoteusz Trojanowski, OFMConv.

108 polských mučedníků je skupina polských římskokatolických mučedníků, zabitých během druhé světové války nacistickým Německem. Skupinu tvoří 3 biskupové, 51 diecézních kněží, 26 řeholních kněží, 3 seminaristé, 7 řeholníků, 8 řeholnic a 9 laiků. Katolická církev je uctívá jako blahoslavené.

## Seznam mučedníků
1. kněz Roman Archutowski
2. kněz Jan Antonin Bajewski, OFMConv.
3. kněz Adam Bargielski
4. kněz Ludwik Pius Bartosik, OFMConv.
5. kněz Mieczysław Bohatkiewicz
6. kněz Antoni Beszta-Borowski
7. Marianna Biernacka
8. kněz Maksymilian Binkiewicz
9. kněz Władysław Błądziński, CSMA
10. kněz Józef Cebula, OMI
11. bratr Fidelis Chojnacki, OFMCap.
12. kněz Jan Nepomucen Chrzan
13. kněz Michał Czartoryski, OP
14. kněz Józef Czempiel
15. kněz Franciszek Dachtera
16. kněz Piotr Edward Dańkowski
17. kněz Władysław Demski
18. kněz Edward Detkens
19. kněz Franciszek Drzewiecki, FDP
20. bratr Symforian Ducki, OFMCap.
21. seminarista Tadeusz Dulny
22. sestra Katarzyna Celestyna Faron
23. bratr Grzegorz Frąckowiak, SVD
24. kněz Ludwik Roch Gietyngier
25. kněz Krystyn Gondek, OFM
26. biskup Władysław Goral
27. kněz Kazimierz Gostyński
28. kněz Marian Górecki
29. kněz Kazimierz Grelewski
30. kněz Stefan Grelewski
31. kněz Edward Grzymała
32. kněz Józef Innocenty Guz
33. kněz Henryk Hlebowicz
34. kněz Józef Jankowski, SAC
35. kněz Hilary Januszewski, OCarm.
36. kněz Dominik Jędrzejewski
37. Czesław Jóźwiak
38. kněz Henryk Kaczorowski
39. kněz Jerzy Kaszyra, MIC
40. Edward Kaźmierski
41. Franciszek Kęsy
42. Edward Klinik
43. kněz Bronisław Komorowski
44. kněz Marian Konopiński
45. kněz Anicet Adalbert Kopliński, OFMCap.
46. seminarista Bronisław Kostkowski
47. sestra Alicja Kotowska, CSR
48. sestra Mieczysława Kowalska
49. kněz Józef Kowalski, SDB
50. sestra Maria Antonina Kratochwil, SSND
51. kněz Henryk Krzysztofik, OFMCap.
52. kněz Stanisław Kubista, SVD
53. kněz Stanisław Kubski
54. kněz Józef Kurzawa
55. kněz Józef Kut
56. kněz Włodzimierz Laskowski
57. kněz Antoni Leszczewicz, MIC
58. kněz Alojzy Liguda, SVD
59. kněz Władysław Maćkowiak
60. kněz Wincenty Matuszewski
61. kněz Alfons Maria Mazurek, OCD
62. kněz Władysław Mączkowski
63. kněz Władysław Miegoń
64. kněz Stanisław Mysakowski
65. kněz Ludwik Mzyk, SVD
66. kněz Wojciech Nierychlewski,CSMA
67. sestra Bogumiła Noiszewska, CSIC
68. kněz Leon Nowakowski
69. arcibiskup Antoni Julian Nowowiejski
70. bratr Marcin Oprządek, OFM
71. kněz Michał Oziębłowski
72. kněz Anastazy Jakub Pankiewicz, OFM
73. kněz Józef Pawłowski
74. kněz Michał Piaszczyński
75. kněz Zygmunt Pisarski
76. kněz Achilles Puchała, OFMConv.
77. kněz Narcyz Putz
78. kněz Stanisław Pyrtek
79. kněz Antoni Rewera
80. sestra Julia Rodzińska, OP
81. kněz Franciszek Rogaczewski
82. kněz Franciszek Rosłaniec
83. kněz Zygmunt Sajna
84. kněz Roman Sitko
85. kněz Marian Skrzypczak
86. kněz Aleksy Sobaszek
87. kněz Józef Stanek, SAC
88. Stanisław Kostka Starowieyski
89. sestra Maria Klemensa Staszewska, OSU
90. kněz Karol Herman Stępień, OFMConv.
91. kněz Florian Stępniak, OFMCap.
92. kněz Józef Straszewski
93. Franciszek Stryjas
94. kněz Bolesław Strzelecki
95. kněz Kazimierz Sykulski
96. kněz Emil Szramek
97. kněz Antoni Świadek
98. bratr Stanisław Tymoteusz Trojanowski, OFMConv.
99. kněz Narcyz Turchan, OFM
100. Natalia Tułasiewicz
101. biskup Leon Wetmański
102. Jarogniew Wojciechowski
103. sestra Maria Marta od Ježíše, CSIC
104. kněz Michał Woźniak
105. bratr Józef Zapłata, CFCI
106. kněz Antoni Zawistowski
107. bratr Brunon Zembol, OFM
108. bratr Piotr Bonifacy Żukowski, OFMConv.

## Úcta
Beatifikační proces první části skupiny započal dne 10. března 1992, proces další části skupiny pak započal 29. dubna 1994. Dne 13. října 1995 byly oba procesy sjednoceny. Dne 26. března 1999 podepsal papež sv. Jan Pavel II. dekret o mučednictví 108 polských mučedníků.
Blahořečeni pak byli dne 13. června 1999 ve Varšavě papežem sv. Janem Pavlem II. během jeho návštěvy Polska.
Jejich památka je připomínána 12. června.